# Латунов, Иван Сергеевич
Иван Сергеевич Латунов (18 (31) октября 1906 года, с. Студенцы, Николаевский уезд, Самарская губерния, Российская империя — 1970, Москва, РСФСР) — советский партийный и государственный деятель, первый секретарь Архангельского (1948—1955) и Вологодского (1955—1960) обкомов КПСС.

## Биография
Член ВКП(б) с 1930 года. В 1935 году окончил Уральский лесотехнический институт. С 1938 года находился на советской и партийной работе:
До февраля 1938 года — начальник отдела труда и качества завода № 164 (город Сызрань Куйбышевской области),
- 1938—1939 годы — секретарь Сызранского городского комитета ВКП(б),
- в 1939—1940 годах — ответственный организатор Управления кадров ЦК ВКП(б),
- в 1940—1941 годах — второй секретарь Архангельского областного комитета ВКП(б),
- в 1941—1945 годах служил в Красной армии, участник Великой Отечественной войны[2],
- в 1945—1946 годах — второй секретарь Архангельского областного комитета ВКП(б),
- в 1946—1948 годах— председатель Исполнительного комитета Архангельского областного Совета,
- в июле-ноябре 1948 года работал в ЦК ВКП(б),
- в 1948—1955 годах — первый секретарь Архангельского областного комитета ВКП(б)-КПСС,
- в 1955 −1960 годах — первый секретарь Вологодского областного комитета КПСС,

С ноября 1960 года работал в аппарате ЦК КПСС.
Член ЦК КПСС с 1952 года. Депутат Верховного Совета СССР 3-5 созывов.
После смерти И. В. Сталина поддержал Н. С. Хрущева и сохранил свои позиции.
После выхода на пенсию жил в Москве. Умер в 1970 году в Москве. Похоронен в колумбарии Новодевичьего кладбища (секция 133-34-3) вместе с сыном Виктором (1932—1992).

## Награды
- орден Ленина (13.09.1956)
- 2 ордена Красного Знамени (09.04.1943; 17.03.1945)
- орден Отечественной войны 1-й степени (30.08.1944)
- орден Красной Звезды (25.03.1943)
- медали